# O Jovem Karl Marx

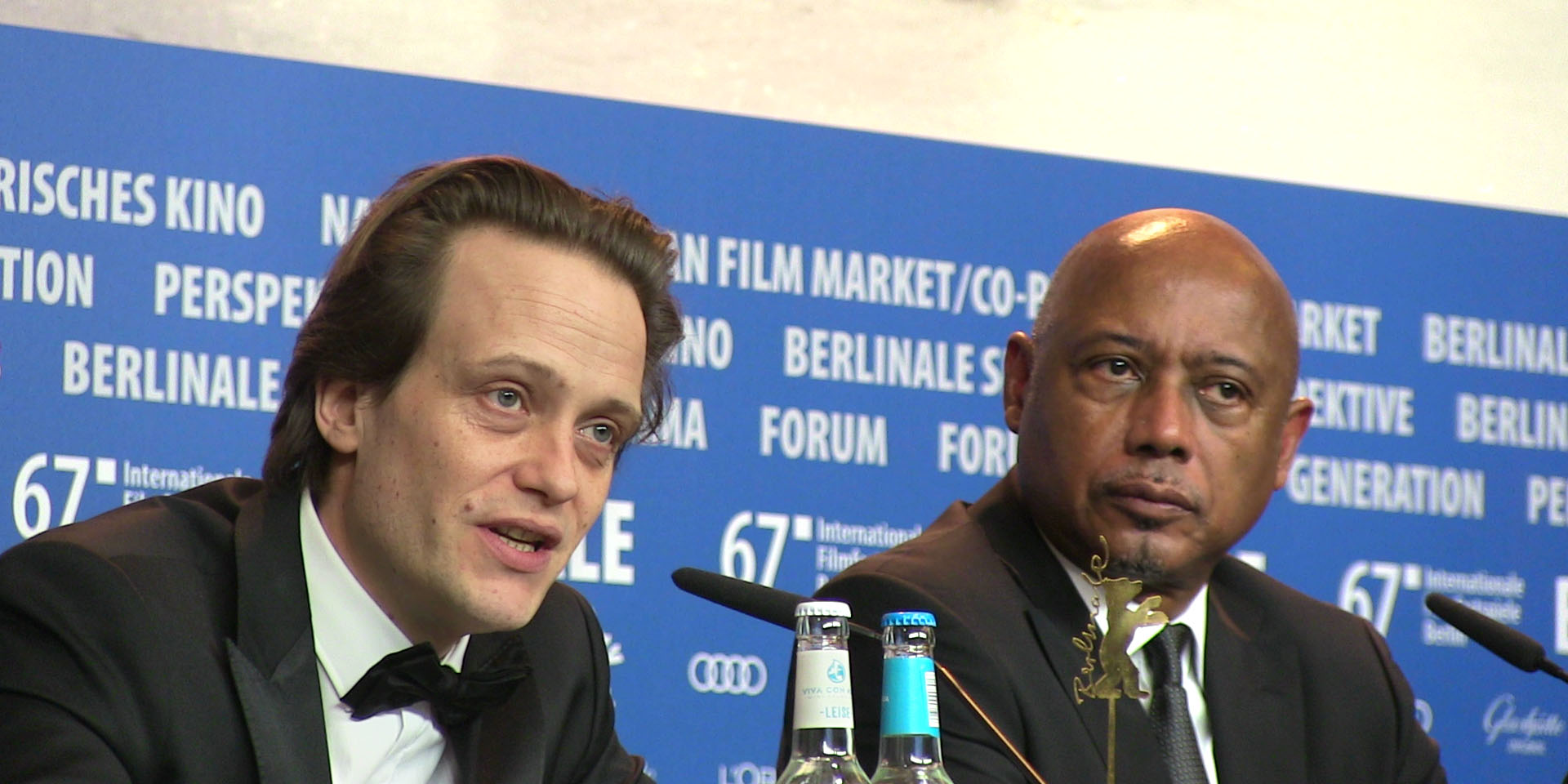
August Diehl e Raoul Peck no 67º Festival Internacional de Cinema de Berlim

O Jovem Karl Marx (em francês:  Le jeune Karl Marx) é um filme de 2017 sobre Karl Marx dirigido pelo haitiano Raoul Peck, co-escrito por Raoul Peck e Pascal Bonitzer, e estrelado por August Diehl. Foi exibido no Festival de Cinema de Berlim, de 9 a 19 de fevereiro de 2017.

## Sinopse
Conta a juventude de Karl Marx, período no qual ele luta para expor sua ideologia, o início de seu casamento com Jenny von Westphalen e a sua amizade com Friedrich Engels.

## Elenco
- August Diehl como Karl Marx
- Stefan Konarske como Friedrich Engels
- Vicky Krieps como Jenny von Westphalen
- Olivier Gourmet como Pierre Proudhon
- Hannah Steele como Mary Burns
- Eric Godon como The foreman
- Stephen Hogan como Thomas Naylor
- Rolf Kanies como Moses Hess
- Niels-Bruno Schmidt como Karl Grün
- Ulrich Brandhoff como Herrmann Kriege
- Aran Bertetto como Paddy

## Recepção
O filme foi, em geral, bem recebido pela crítica especializada:
- A crítica do jornal The Guardian, de Peter Bradshaw, deu ao filme quatro de cinco estrelas e declarou: "Não deveria funcionar, mas funciona, devido à inteligência da atuação e da resistência e concentração da escrita e da direção".[2]
- Neusa Barbosa, do site brasileiro Cineweb, também deu uma cotação quatro de cinco estrelas e disse que "Um ponto positivo do filme é conseguir equilibrar as complexas discussões teóricas que incendiaram o século 19 com os aspectos pessoais de cada um destes personagens cruciais, o que só valoriza o esforço de cada um para superar os limites de sua época e contextos familiares."[3]
- Na sua crítica publicada no site Adoro Cinema, o crítico João Carlos Correia deu uma cotação quatro e meio de cinco estrelas e disse que "O Jovem Karl Marx é um filme muito bom, esclarecedor, desmistificador, necessário, inspirador e que chegou na hora certa (...)".[4]

## Prêmios e indicações

### Prêmios
Festival de Traverse City
- Grande Prêmio Founders: 2017[5]

 Festival international du film de fiction historique
- Melhor Filme: 2017[6]
- Melhor Roteiro: 2017